# Список олимпийских рекордов в плавании

Соревнования в плавании среди мужчин были в программе Олимпийских игр с их первого проведения в 1896 году, в то время, как соревнования среди женщин добавлены в программу Олимпийских игр в 1912 году. Соревнования по плаванию на Олимпийских играх 1896 года проводились в бухте в Эгейском море, где пловцам нужно было доплыть до берега. На следующих играх, в 1900 году в Париже соревнования проводились на Сене. Но начиная с летних Олимпийских игр 1908 года соревнования проходили в бассейне.
Соревнования проводятся в 4-х дисциплинах плавания: вольный стиль, на спине, брассом и баттерфляем на различных дистанциях в индивидуальных заплывах или эстафетных гонках. Соревнования в комплексном плавании также проводятся в индивидуальных дистанциях и эстафетах, в которых пловец плывёт четырьмя стилями плавания в установленном порядке. На Олимпийских играх 2016 года в Рио-де-Жанейро мужчины и женщины соревновались в шестнадцати дисциплинах в бассейне, на дистанции 800 метров вольным стилем (только у женщин) и 1500 метров вольным стилем (только для мужчин). Из 32 дисциплин, проводимых в бассейне, пловцы из США имеют восемнадцать рекордов, в том числе один, установленный с пловцом из Канады, у Австралии и Китая по три рекорда, у Венгрии два и по одному рекорду у Нидерландов, Бразилии, Японии, Великобритании, Сингапура и Швеции. 
На Играх в Токио, прошедших в 2021 году, было установлено 20 рекордов в 35 ныне существующих дисциплинах: 8 среди мужчин, 11 среди женщин и 1 в смешанной дисциплине.

## Рекорды

### Мужчины
Жёлтым выделены мировые рекорды. Данные приведены по состоянию на окончание Игр 2024 года

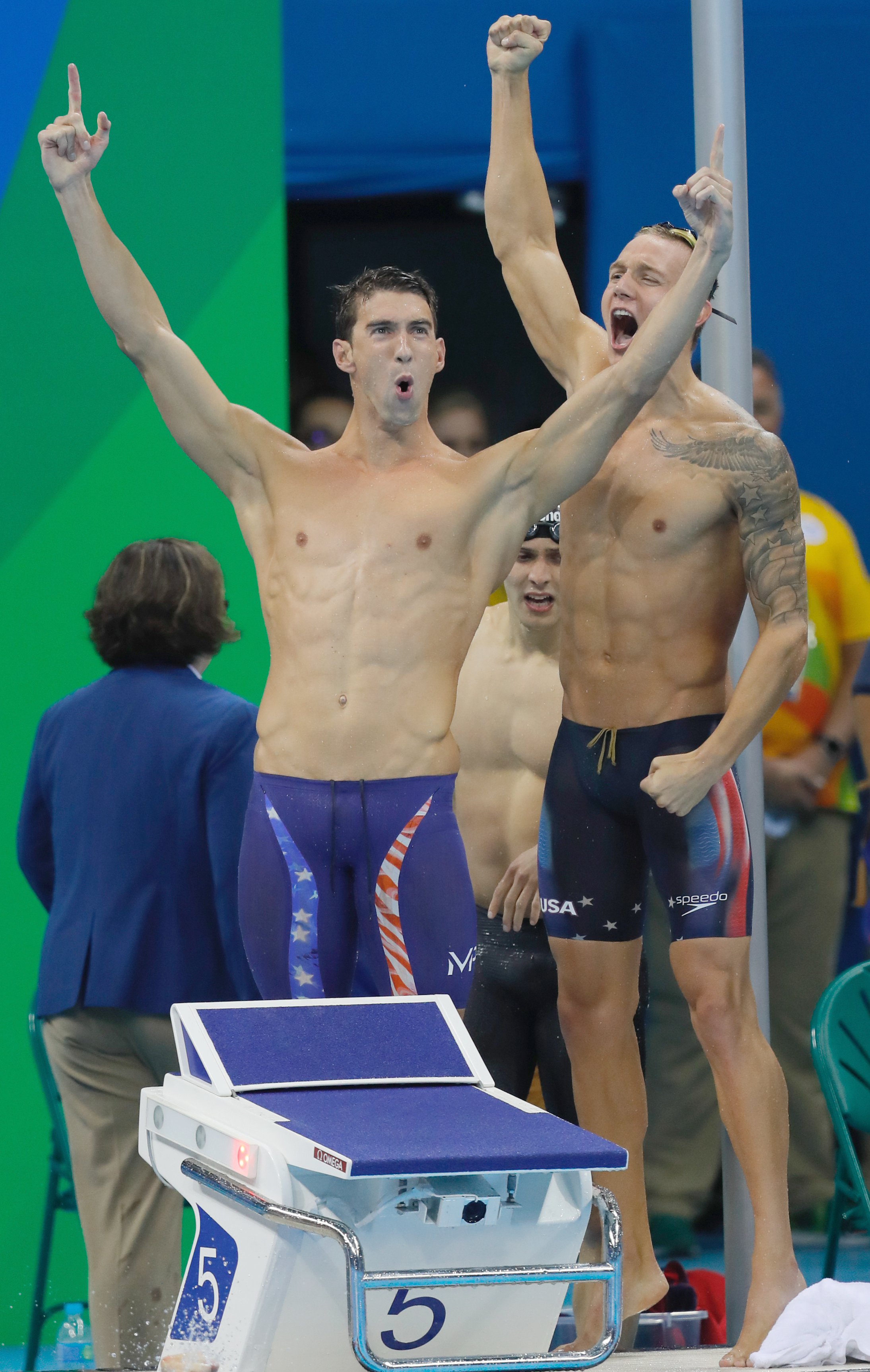
Майкл Фелпс (слева) и Калеб Дрессел на двоих владеют 3 олимпийскими рекордами в личных дисциплинах и 3 рекордами в эстафетах

| Дисциплина                            | Рекорд   | Спортсмен                                                                                   | НОК            | Игры                | Дата            | Видео |
| ------------------------------------- | -------- | ------------------------------------------------------------------------------------------- | -------------- | ------------------- | --------------- | ----- |
| 50 метров вольным стилем              | 21.07    | Калеб Дрессел                                                                               | США            | 2020 Токио          | 1 августа 2021  |       |
| 100 метров вольным стилем             | 46.40    | Пан Чжаньлэ                                                                                 | Китай          | 2024 Париж          | 31 июля 2024    |       |
| 200 метров вольным стилем             | 1:42.96  | Майкл Фелпс                                                                                 | США            | 2008 Пекин          | 12 августа 2008 |       |
| 400 метров вольным стилем             | 3:40.14  | Сунь Ян                                                                                     | Китай          | 2012 Лондон         | 28 июля 2012    |       |
| 800 метров вольным стилем             | 7:38.19  | Дэниел Уиффен                                                                               | Ирландия       | 2024 Париж          | 30 июля 2024    |       |
| 1500 метров вольным стилем            | 14:30.67 | Роберт Финк                                                                                 | США            | 2024 Париж          | 4 августа 2024  |       |
| 100 метров на спине                   | 51.85    | Райан Мерфи                                                                                 | США            | 2016 Рио-де-Жанейро | 13 августа 2016 |       |
| 200 метров на спине                   | 1:53.27  | Евгений Рылов                                                                               | ОКР            | 2020 Токио          | 30 июля 2021    |       |
| 100 метров брассом                    | 57.13    | Адам Пити                                                                                   | Великобритания | 2016 Рио-де-Жанейро | 7 августа 2016  |       |
| 200 метров брассом                    | 2:05.85  | Леон Маршан                                                                                 | Франция        | 2024 Париж          | 31 июля 2024    |       |
| 100 метров баттерфляем                | 49.45    | Калеб Дрессел                                                                               | США            | 2020 Токио          | 31 июля 2021    |       |
| 200 метров баттерфляем                | 1:51.21  | Леон Маршан                                                                                 | Франция        | 2024 Париж          | 31 июля 2024    |       |
| 200 метров комплексным плаванием      | 1:54.06  | Леон Маршан                                                                                 | Франция        | 2024 Париж          | 31 июля 2024    |       |
| 400 метров комплексным плаванием      | 4:02.95  | Леон Маршан                                                                                 | Франция        | 2024 Париж          | 29 июля 2024    |       |
| Эстафета 4×100 метров вольным стилем  | 3:08.24  | Майкл Фелпс (47.51) Гарретт Уэбер-Гейл (47.02) Каллен Джонс (47.65) Джейсон Лезак (46.06)   | США            | 2008 Пекин          | 11 августа 2008 |       |
| Эстафета 4×200 метров вольным стилем  | 6:58.56  | Майкл Фелпс (1:43.31) Райан Лохте (1:44.28) Рики Беренс (1:46.29) Питер Вандеркай (1:44.68) | США            | 2008 Пекин          | 13 августа 2008 |       |
| Комбинированная эстафета 4×100 метров | 3:26.78  | Райан Мерфи (52.31) Майкл Эндрю (58.49) Калеб Дрессел (49.03) Зак Эппл (46.95)              | США            | 2020 Токио          | 1 августа 2021  |       |

### Женщины
Жёлтым выделены мировые рекорды. Данные приведены по состоянию на окончание Игр 2024 года
| Дисциплина                            | Рекорд   | Спортсмен                                                                                               | НОК       | Игры                | Дата            | Видео |
| ------------------------------------- | -------- | --- | --------- | ------------------- | --------------- | ----- |
| 50 метров вольным стилем              | 23,66    | Сара Шёстрём                                                                                            | Швеция    | 2024 Париж          | 3 августа 2024  |       |
| 100 метров вольным стилем             | 51,96    | Эмма Маккеон                                                                                            | Австралия | 2020 Токио          | 30 июля 2021    |       |
| 200 метров вольным стилем             | 1:53,27  | Молли О’Каллаган                                                                                        | Австралия | 2024 Париж          | 29 июля 2024    |       |
| 400 метров вольным стилем             | 3:56,46  | Кэти Ледеки                                                                                             | США       | 2016 Рио-де-Жанейро | 7 августа 2016  |       |
| 800 метров вольным стилем             | 8:04,79  | Кэти Ледеки                                                                                             | США       | 2016 Рио-де-Жанейро | 12 августа 2016 |       |
| 1500 метров вольным стилем            | 15:30,02 | Кэти Ледеки                                                                                             | США       | 2024 Париж          | 31 июля 2024    |       |
| 100 метров на спине                   | 57,28    | Реган Смит                                                                                              | США       | 2024 Париж          | 4 августа 2024  |       |
| 200 метров на спине                   | 2:03,73  | Кейли Маккиоун                                                                                          | Австралия | 2024 Париж          | 2 августа 2024  |       |
| 100 метров брассом                    | 1:04,82  | Татьяна Скунмакер                                                                                       | ЮАР       | 2020 Токио          | 25 июля 2021    |       |
| 200 метров брассом                    | 2:18,95  | Татьяна Скунмакер                                                                                       | ЮАР       | 2020 Токио          | 30 июля 2021    |       |
| 100 метров баттерфляем                | 55,38    | Ариарн Титмус                                                                                           | Австралия | 2024 Париж          | 27 июля 2024    |       |
| 200 метров баттерфляем                | 2:03,03  | Саммер Макинтош                                                                                         | Канада    | 2024 Париж          | 1 августа 2024  |       |
| 200 метров комплексным плаванием      | 2:06,56  | Саммер Макинтош                                                                                         | Канада    | 2024 Париж          | 3 августа 2024  |       |
| 400 метров комплексным плаванием      | 4:26,36  | Катинка Хоссу                                                                                           | Венгрия   | 2016 Рио-де-Жанейро | 6 августа 2016  |       |
| Эстафета 4×100 метров вольным стилем  | 3:28,92  | Молли О’Каллаган (52.24) Шейна Джек (52.35) Эмма Маккеон (52.39) Мег Харрис (51.94)                     | Австралия | 2024 Париж          | 27 июля 2024    |       |
| Эстафета 4×200 метров вольным стилем  | 7:38,08  | Молли О’Каллаган (1:53.52) Лани Паллистер (1:55.61) Брайанна Тросселл (1:56.00) Ариарн Титмус (1:52.95) | Австралия | 2024 Париж          | 1 августа 2024  |       |
| Комбинированная эстафета 4×100 метров | 3:49,63  | Реган Смит (57.28) Лилли Кинг (1:04.90) Гретчен Уолш (55.03) Торри Хаск (52.42)                         | США       | 2024 Париж          | 4 августа 2024  |       |

### Смешанные дисциплины
Жёлтым выделены мировые рекорды. Данные приведены по состоянию на окончание Игр 2024 года
| Дисциплина                                      | Рекорд  | Спортсмены                                                                   | НОК | Игры       | Дата           | Видео |
| ----------------------------------------------- | ------- | ---------------------------------------------------------------------------- | --- | ---------- | -------------- | ----- |
| Смешанная комбинированная эстафета 4×100 метров | 3:37.43 | Райан Мерфи (52.08) Ник Финк (58.29) Гретчен Уолш (55.18) Торри Хаск (51.88) | США | 2024 Париж | 4 августа 2024 |       |

## Рекорды по Играм, на которых были установлены
| Игры                | Всего | Мужчины | Женщины | Смешанные |
| ------------------- | ----- | ------- | ------- | --------- |
| 2008 Пекин          | 3     | 3       | —       | —         |
| 2012 Лондон         | 1     | 1       | —       | —         |
| 2016 Рио-де-Жанейро | 5     | 2       | 3       | —         |
| 2020 Токио          | 7     | 4       | 3       | —         |
| 2024 Париж          | 19    | 7       | 11      | 1         |
| Всего               | 35    | 17      | 17      | 1         |